# Behaarde rupsendoder
De behaarde rupsendoder (Ammophila pubescens) is een vliesvleugelig insect uit de familie van de langsteelgraafwespen (Sphecidae). De wetenschappelijke naam van de soort werd gepubliceerd in 1836 door John Curtis.